# Saint-Servais, Côtes-d'Armor
Saint-Servais är en kommun i departementet Côtes-d'Armor i regionen Bretagne i nordvästra Frankrike. Kommunen ligger i kantonen Callac som tillhör arrondissementet Guingamp. År 2022 hade Saint-Servais 427 invånare.

## Befolkningsutveckling
Antalet invånare i kommunen Saint-Servais
Referens:INSEE

## Galleri

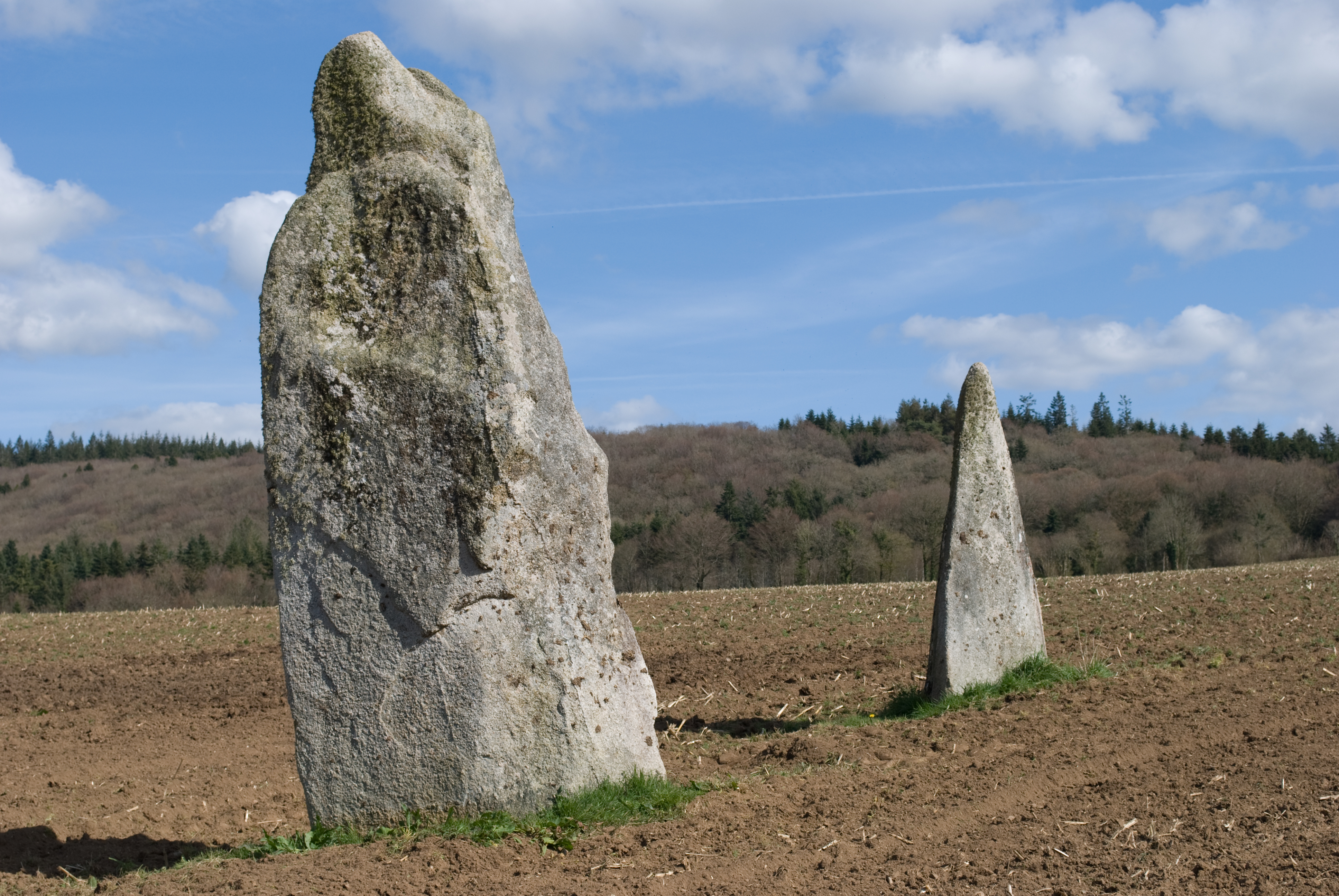
Två bautastenar
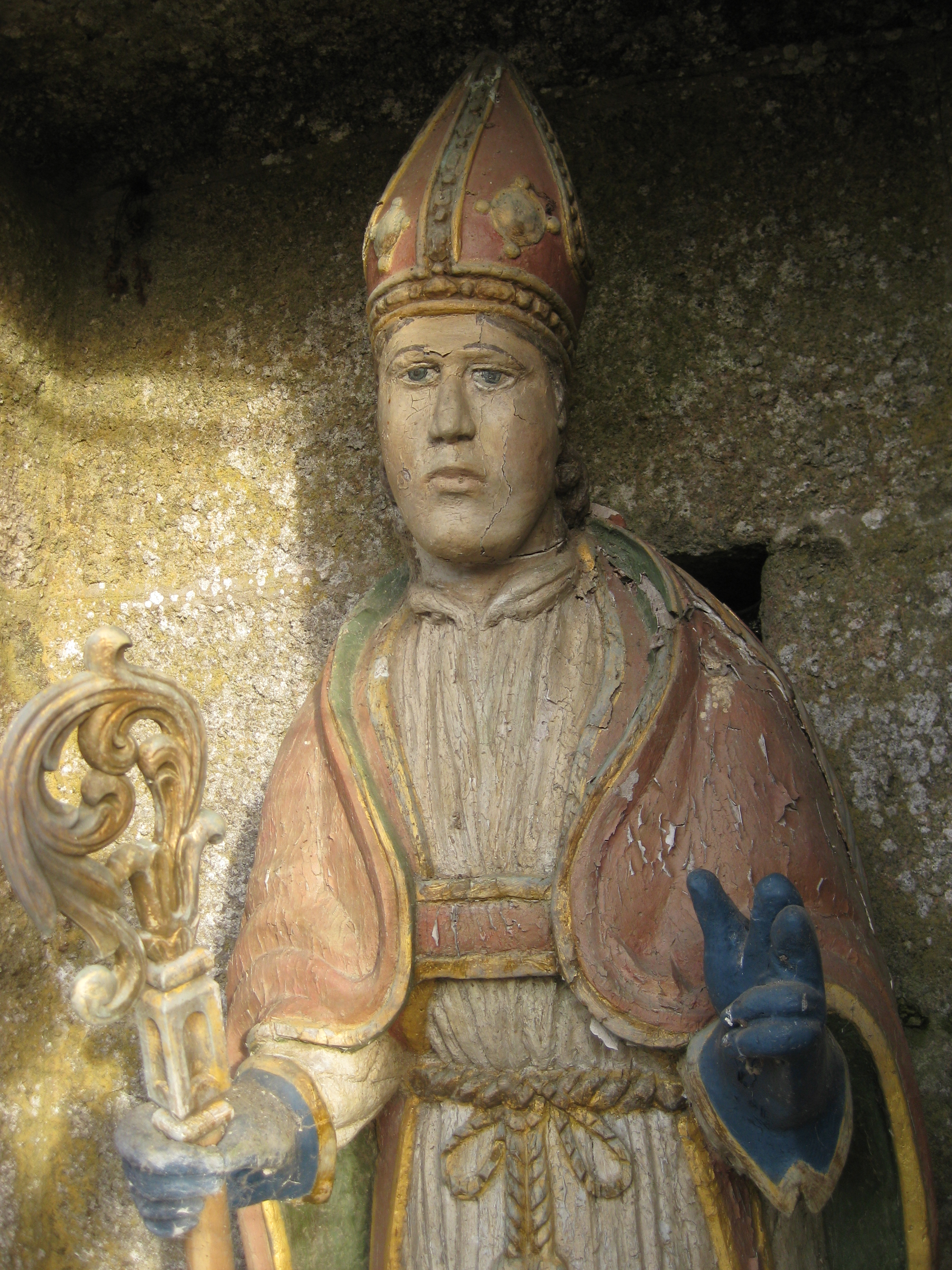
Staty i kyrkan Saint-Servais
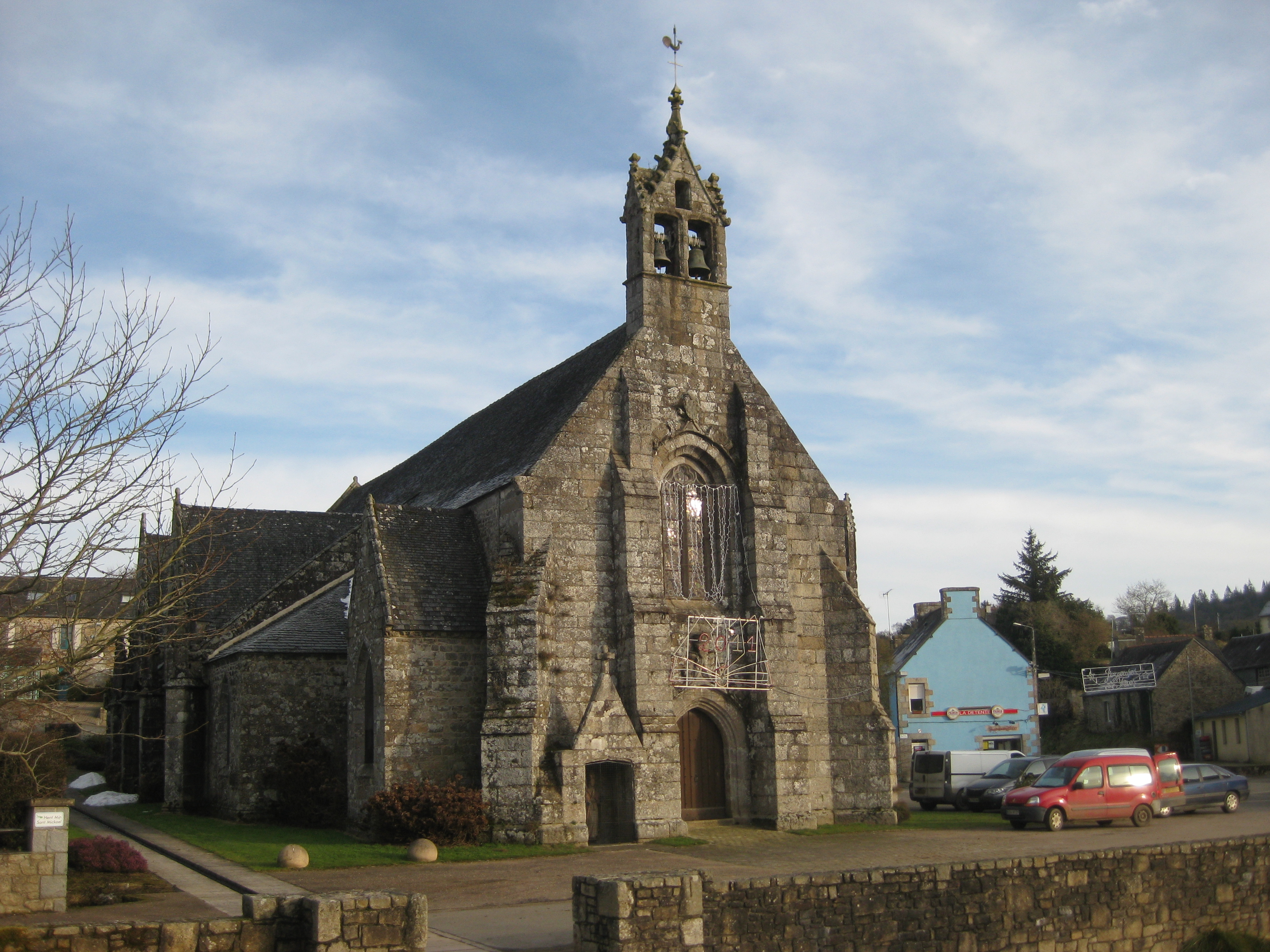
Kyrkan Saint-Servais
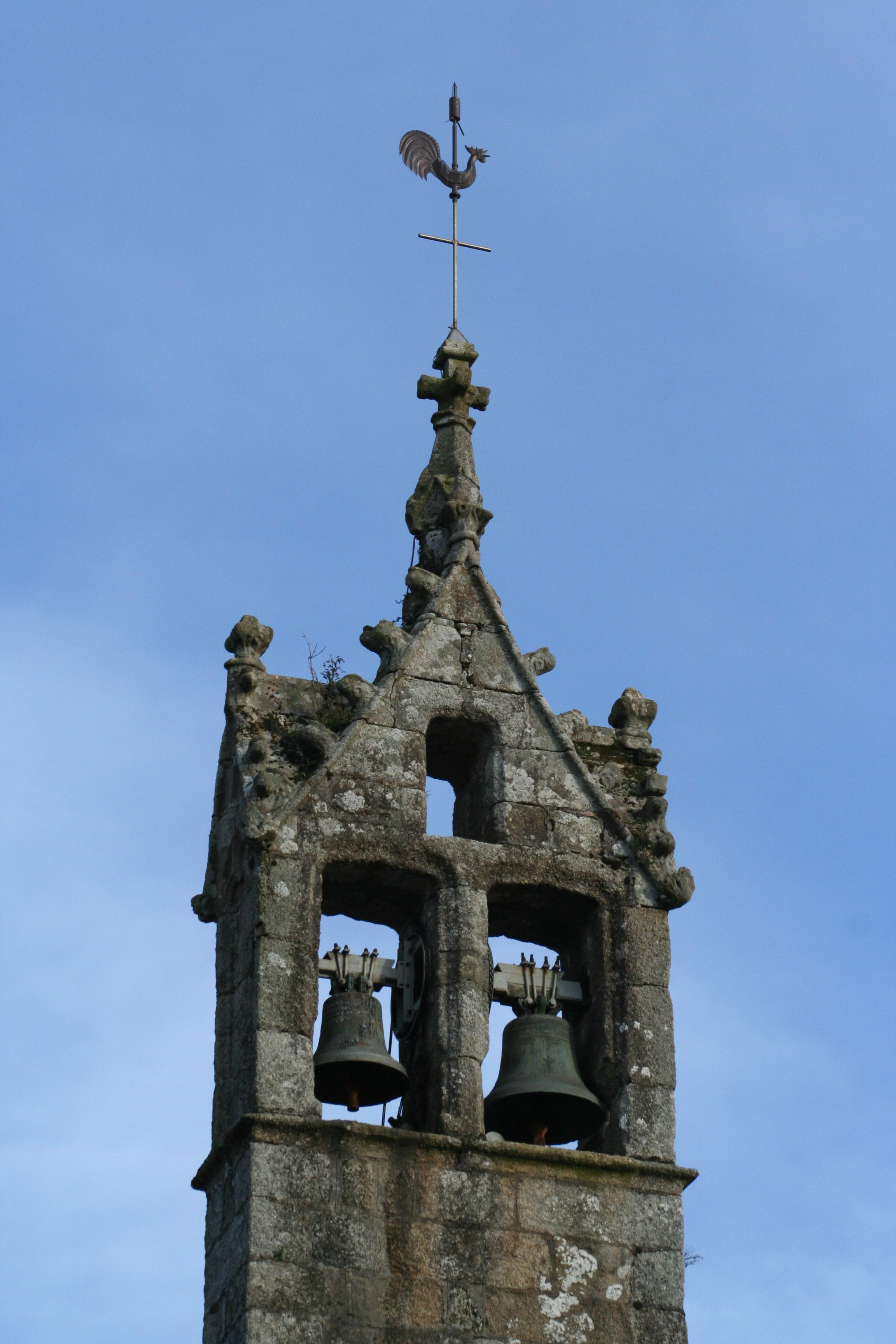